# Lasiurus ega
Lasiurus ega (Gervais, 1856) è un pipistrello della famiglia dei Vespertilionidi diffuso nel Continente americano.

## Descrizione

### Dimensioni
Pipistrello di piccole dimensioni, con la lunghezza della testa e del corpo tra 62 e 75 mm, la lunghezza dell'avambraccio tra 43 e 47 mm, la lunghezza della coda tra 40 e 53 mm, la lunghezza del piede tra 8 e 11 mm, la lunghezza delle orecchie tra 14 e 19 mm e un peso fino a 15 g.

### Aspetto
La pelliccia è lunga, densa, soffice e setosa. Le parti dorsali sono giallastre con la base marrone scura, mentre le parti ventrali sono leggermente più chiare. Il muso è appuntito e largo, dovuto alla presenza di due masse ghiandolari sui lati. Le orecchie sono triangolari, con l'estremità smussata. Il trago è corto, stretto, con l'estremità arrotondata e curvato in avanti. Le membrane alari sono nerastre e attaccate posteriormente alla base dell'alluce. La coda è inclusa completamente nell'ampio uropatagio, il quale è per metà ricoperto di peli. Il calcar è leggermente carenato. Il cariotipo è 2n=28 FNa=46.

## Biologia

### Comportamento
Si rifugia sotto le fronde di alberi con grandi foglie come le palme. Effettua migrazioni durante i periodi più freddi nelle regioni più meridionali dell'areale. non entra in ibernazione, tuttavia è stato osservato un individuo in uno stato di torpore diurno. Il picco dell'attività predatoria si concentra nelle prime 5 ore dopo il calare del sole. Può volare in mare aperto molto distante dalle coste, come riscontrato nel caso di un esemplare osservato dall'equipaggio di un rompighiaccio in navigazione lungo le coste argentine meridionali a circa 335 kM dalla terraferma.

### Alimentazione
Si nutre di insetti, particolarmente coleotteri. 

### Riproduzione
Danno alla luce 1-4 piccoli una volta l'anno dalla fine di novembre agli inizi di dicembre dopo una gestazione di circa 3-3,5 mesi. Gli accoppiamenti avvengono a maggio seguiti da un trattenimento spermatico fino all'ovulazione che avviene a metà agosto. L'allattamento dura per due mesi.

## Distribuzione e habitat
Questa specie è diffusa nel Continente americano dall'estrema parte meridionale del Texas attraverso le coste orientali e la parte meridionale del Messico e tutta l'America centrale e meridionale fino all'Argentina centro-orientale. È presente inoltre sull'isola di Trinidad.
Vive in diversi tipi di habitat, dalle boscaglie desertiche alle foreste sempreverdi fino a 1.500 metri di altitudine.

## Tassonomia
Sono state riconosciute 5 sottospecie:
- L.e.ega: Colombia centrale e meridionale, Venezuela meridionale, Guyana, Suriname, Guyana francese, Brasile settentrionale e centrale, Ecuador orientale, Perù, Bolivia;
- L.e.argentinus (Thomas, 1901): Brasile meridionale, Paraguay, Argentina settentrionale e centro-orientale;
- L.e.caudatus (Tomes, 1857): Brasile orientale e sud-orientale;
- L.e.fuscatus (Thomas, 1901): Colombia sud-occidentale, Ecuador occidentale, Perù nord-occidentale;
- L.e.panamensis (Thomas, 1901): Texas meridionale, Messico orientale e meridionale, Guatemala, Belize, Honduras, El Salvador, Nicaragua, Costa Rica, Panama; Colombia e Venezuela settentrionali. Isola di Trinidad.

## Conservazione
La IUCN Red List, considerato il vasto areale, la popolazione presumibilmente numerosa, la presenza in diverse aree protette e la tolleranza alle modifiche ambientali, classifica L.ega come specie a rischio minimo (Least Concern)).